# 1996年チェコ議会下院選挙
1996年チェコ議会下院選挙（1996ねんチェコぎかいかいんせんきょ）は、中欧地域に位置するチェコ共和国における立法府下院である代議院を構成する議員を選出するため1996年5月から6月にかけて行われた選挙である。1993年のチェコスロバキア共和国の連邦解体（ビロード離婚）で、チェコが独立してから初めての下院選挙となった（それまでは、連邦時代にチェコ共和国の地方議会として設置されていたチェコ国民評議会が暫定的な下院となっていた）。

## 選挙制度
定数：200議席
- 制度：比例代表制
  - 拘束名簿式。但し、有権者は候補者名簿に記載されている候補者の内、4名まで選択して投票することが可能（選好投票）。総投票数の内、10％以上を得た候補は名簿一位に移動する。議席配分は変更された候補者名簿に基づいて実施される。
  - 議席配分は、ハーゲンバッハ・ビショップ方式で行われる。
    - 第1段階：選挙区毎にハーゲンバッハ・ビショップ方式で集計し、議席配分をする。
    - 第2段階：第1段階で使用されなかった各党の得票を集め、全国1選挙区で集計する。そして、第1段階と同一方式で残りの議席を配分
- 選挙区：全国を八つの選挙区に分割し、200議席を各選挙区に配分。
- 阻止条項：有効得票5％以上。複数の政党による連合名簿に対しては、全国集計で5％以上の得票を得た政党のみに議席配分。複数政党による連合名簿に対しては、2政党の場合で7％、3政党で9％、4政党以上では11％以上と、より阻止条項ラインを高くしている。
- 選挙権：18歳以上
- 被選挙権：21歳以上

参考：チェコ（選挙制度）下院選挙-1995年（2010年5月1日閲覧）。中東欧・旧ソ連諸国の選挙データ

## 主要政党
本選挙における主な政党について紹介する（前回、1992年選挙で議席を獲得した政党で、今回も候補者名簿を提出した政党が対象）。
市民民主党 ODS（Občanská demokratická strana）
1989年のビロード革命を主導した市民フォーラム内部の自由主義派が1991年に結成した中道右派政党。前回の国民評議会選挙（1992年）ではキリスト教民主党（KDS）と連合名簿（ODS-KDS）を組織して選挙を戦い、第一党となった。
市民民主同盟 ODA（Občanská demokratická aliance）
旧共産党政権下の反体制運動「憲章77」の活動家の中でも右派志向の人達によって1989年12月に組織され、市民フォーラムに組織として参加していた。1992年選挙では、国民議会で14議席を得た。
チェコ社会民主党 ČSSD（Česká str.sociál.demokratická）
社会民主主義を志向する中道左派政党。1990年選挙で敗北後、市民フォーラム内の社民主義派が合流、前回選挙では16議席で第3党となった。
ボヘミア・モラビア共産党 KSČM（Komunistická str.Čech a Moravy）
チェコスロバキア共産党のチェコ共和国における下部組織として1990年に結成。前回選挙では、旧共産党系の「民主左翼」と共に「左翼ブロック」（LEVÝBLOK）という連合名簿を組織して選挙を戦い、35議席で第2党となった。今回の選挙ではKSČM単独で選挙を戦った。
キリスト教民主連合-チェコスロバキア人民党 KDU-ČSL
1919年に結成されたチェコスロバキア人民党が、民主化後の1992年に現在の党名に改めた。キリスト教民主主義に立脚した中道政党。
共和国連盟-チェコスロバキア共和党 SPR-RSČ
1990年3月結成。ロマ人排斥など排他的な民族主義を掲げる民族主義政党。前回選挙では予想に反して議席を獲得した。
参考：チェコの主要政党概要（2010年5月1日閲覧）-中東欧・旧ソ連諸国の選挙データ

## 選挙結果
投票日：1996年5月31日～6月1日
| 登録有権者 | 7,990,770 |
| 投票者数   | 6,105,588 |
| 投票率     | 76.41%    |
| 投票数     | 6,096,404 |
| 有効投票数 | 6,059,215 |
| 有効投票率 | 99.39%    |

| 政党及び連合名簿                                            | 得票数    | 得票率 | 議席数 | 議席率 |
| ----------------------------------------------------------- | --------- | ------ | ------ | ------ |
| 市民民主党 ODS                                              | 1,794,560 | 29.62  | 68     | 34.0   |
| チェコ社会民主党 ČSSD                                       | 1,602,250 | 26.44  | 61     | 30.5   |
| ボヘミア・モラビア共産党 KSČM                               | 626,136   | 10.33  | 22     | 11.0   |
| キリスト教民主連合-チェコスロバキア人民党 KDU-ČSL           | 489,349   | 8.08   | 18     | 9.0    |
| 共和国連盟-チェコスロバキア共和党 SPR-RSČ                   | 485,072   | 8.01   | 18     | 9.0    |
| 市民民主同盟 ODA                                            | 385,369   | 6.36   | 13     | 6.5    |
| 年金の生活信頼 DŽJ (Důchodci za životní jistoty)            | 187,455   | 3.09   | 0      | 0.0    |
| 民主同盟 DEU (Demokratická unie)                            | 169,796   | 2.80   | 0      | 0.0    |
| 自由民主党-国民社会自由党 SD-LSNS (Svobodní demokraté-LSNS) | 124,165   | 2.05   | 0      | 0.0    |
| 左翼ブロック LB (Levý blok)                                 | 85,122    | 1.40   | 0      | 0.0    |
| その他の政党                                                | 195,063   | 3.22   | 0      | 0.0    |
| 合計                                                        | 6 059 215 |        | 200    |        |

出典：Volby do Poslanecké sněmovny Parlamentu České republiky konané ve dnech 31.5. - 1.6.1996
Celkové výsledky hlasování（2010年5月1日閲覧）
Rozdělení mandátů（2010年5月1日閲覧）